# Região das Hortênsias

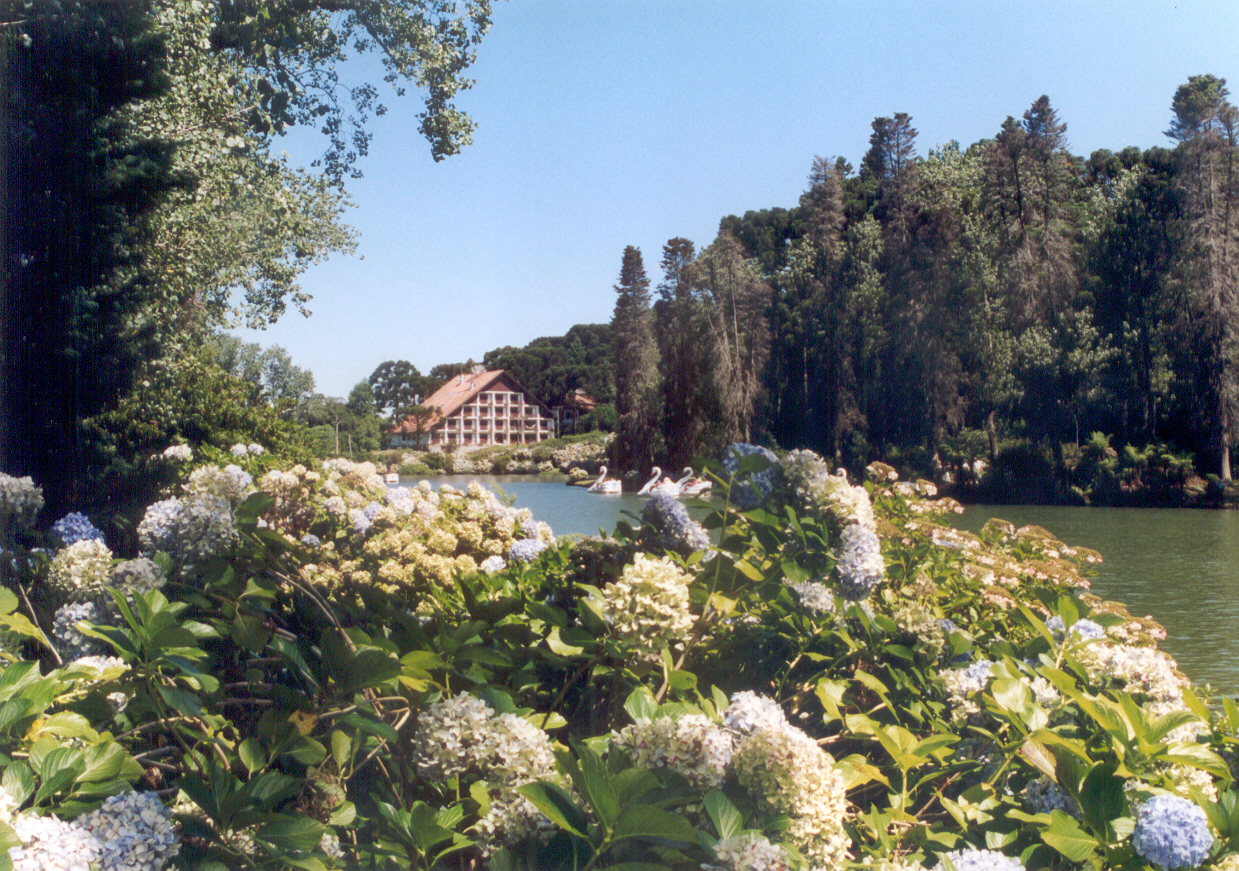
Hortênsias no Lago Negro, em Gramado.

A Região das Hortênsias é uma comarca turística do estado brasileiro do Rio Grande do Sul. As cidades que a compõem são Gramado, Canela, Nova Petrópolis, Picada Café, São Francisco de Paula, Caxias do Sul, ligadas pela RS 235, uma das estradas mais belas do país. A região é de colonização predominantemente alemã (a exceção de Caxias do Sul, que é italiana) e clima invernal frio. A arquitetura enxaimel, os festivais locais, a possibilidade de neve e a farta culinária típica são suas principais atrações.
A flor que dá nome a toda a região é a hortênsia. O primeiro em plantá-la na área foi Oscar Knorr, uma dos imigrantes alemães mais tradicionais da cidade de Gramado. Aos poucos, a moda dos jardins das hortênsias pegou e foi ganhando jardins privados, praças, ruas e estradas. A cor tipicamente azul das flores deve-se à grande quantia de alumínio no solo da Serra Gaúcha[carece de fontes?].
Hoje em dia a região das hortênsias é o principal destino turístico do Rio Grande do Sul e um dos mais visitados por turistas de todo o Brasil. Há uma grande quantia de hotéis, pousadas e cabanas, além de requintados restaurantes que oferecem cozinha alemã, suíça, italiana (galeto) e café colonial. A região também é conhecida pela produção de sapatos, roupa de couro, malharias, móveis, chocolate e artesanato. Também é procurada por pessoas que gostam do ecoturismo, pois possui mata nativa de araucárias, riachos cristalinos, cachoeiras, serras, vales e canyons.